# Гражданський (Адигея)
Гражданський (рос. Гражданский; адиг. Гражданскэр) — хутір Майкопського району Адигеї Росії. Входить до складу Красноульського сільського поселення.
Населення — 381 особа (2015 рік).